# فرودگاه چام
فرودگاه چام (به انگلیسی: Chame Airport) یک فرودگاه همگانی است که یک باند فرود آسفالت دارد و طول باند آن ۱۲۰۰ متر است. این فرودگاه در کشور پاناما قرار دارد .